# Gastronomía de Chiapa de Corzo
La gastronomía de la ciudad de Chiapa de Corzo cuenta con raíces indígenas (Provenientes de los antiguos pueblos Nahua, Maya, Zoque y Chiapa), españolas, portuguesas, judías y árabe. Dando como resultado una gastronomía muy elaborada y única.
Platillos principales:
Entradas:
Empanadas chiapacorceñas, lentejas con longaniza y chorizo, picadillo, sopa de fiesta, chipilín con bolitas, memelitas de frijol, agua de chile.
Platos fuertes:
Pepita con tasajo, cochito horneado, puerco con arroz, chanfaina chiapacorceña, carnes frías, mole almendrado, puerco adobado.
Platos del diario:
Salpicón, pellejo con arroz, sopa de pan, cocido, frijol con jocote, frijol con huevo, pellejo con frijol, Tortaditas con recado, caldo de chipilin, estofado, lengua guisada, machaca con huevo o deshebrada, tazajo con chirmol, memelitas
Tamales:
Tamal de bola, tamal de chipilín con queso, tamal de chipilín con pollo, tamal de toro pinto, tamal de juacané o hierba santa, picte de elote, entre otros.
Postres:
Nanche y jocote curtido, ante, bolona, melcocha, nuégados, puxinú, rosca de dulce, suspiro, turrón, yuca en dulce, bienmesabe, calabaza en dulce y muchos más.
Panes:
Marquesote, casueleja de elote, deditos, casueleja, pan de yema, rosquillas, panes de comunión, empanaditas.
Bebidas frías:
Pozol blanco con chile, pozol de cacao, pozol de tortilla, tascalate, temperante, orchata de semilla de melón, refresco de jocote, entre otras.
Bebidas calientes:
Punchi o café dominico, atol agrio, te de zacate, leche con tortilla o tostasdas de nata, te de limón con leche.
Licor:
Mistela de sabor de nanchi, jocote y membrillo

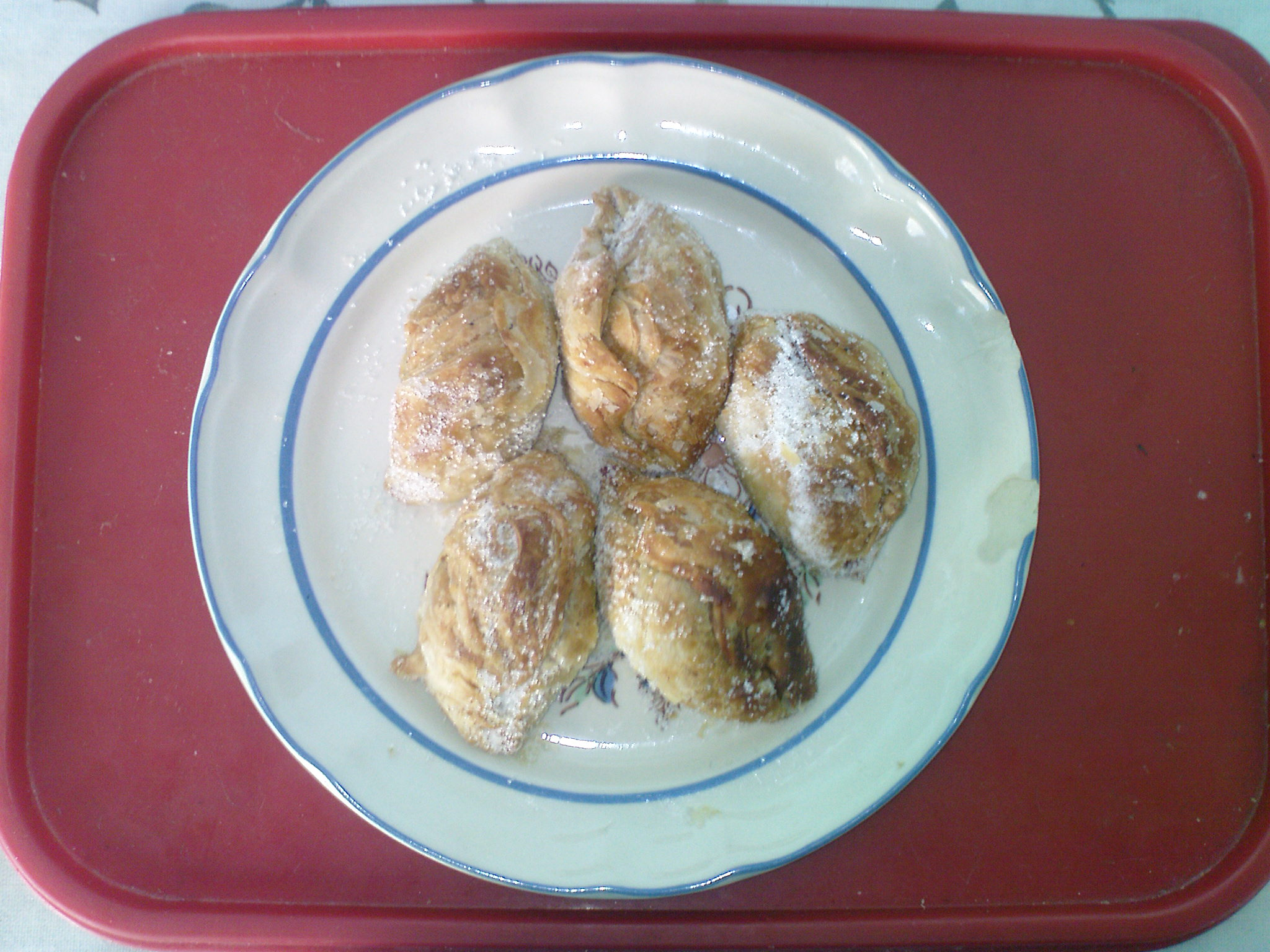
Empanaditas de Chiapa de Corzo
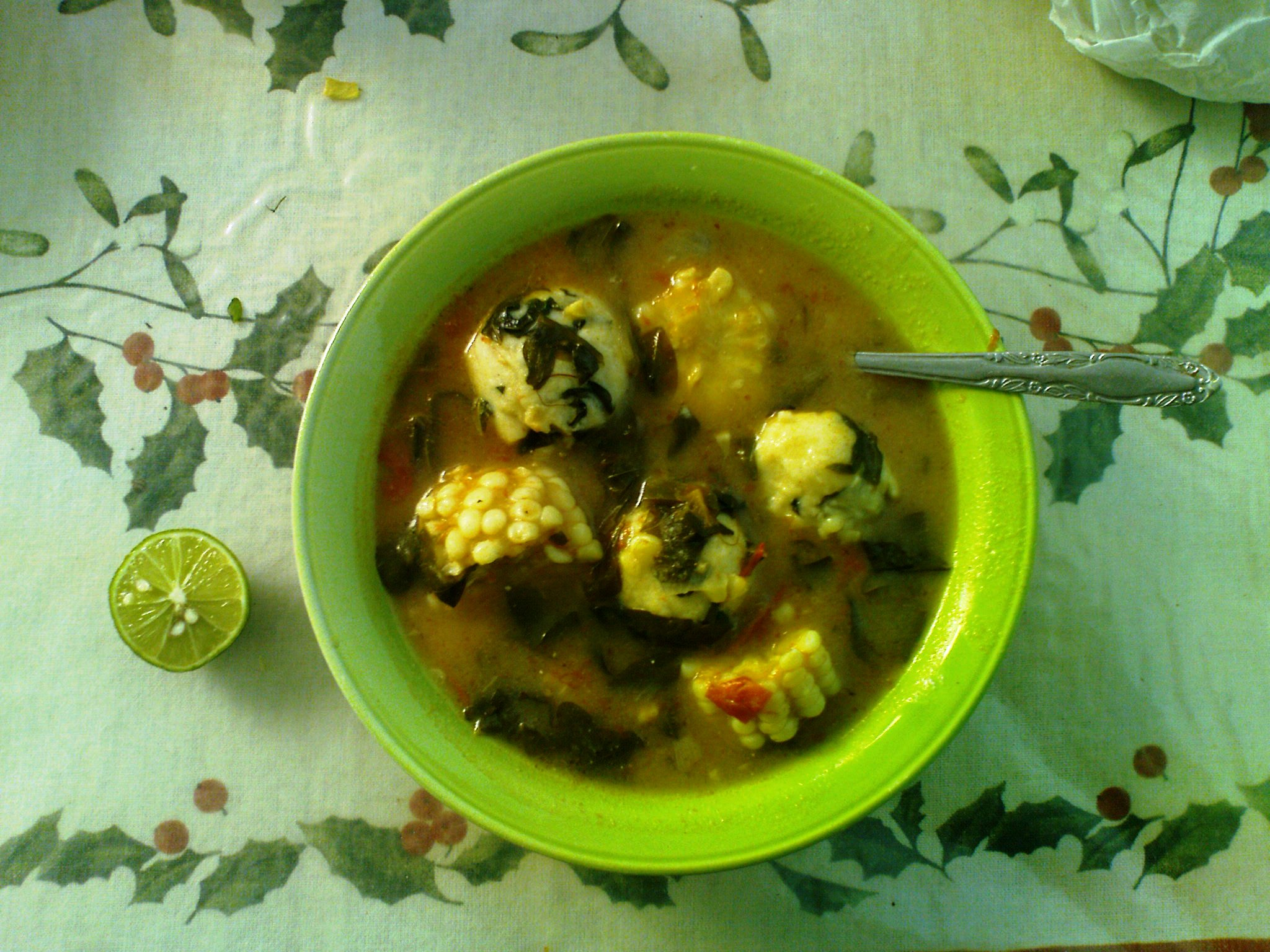
Chipilinconbolitas.
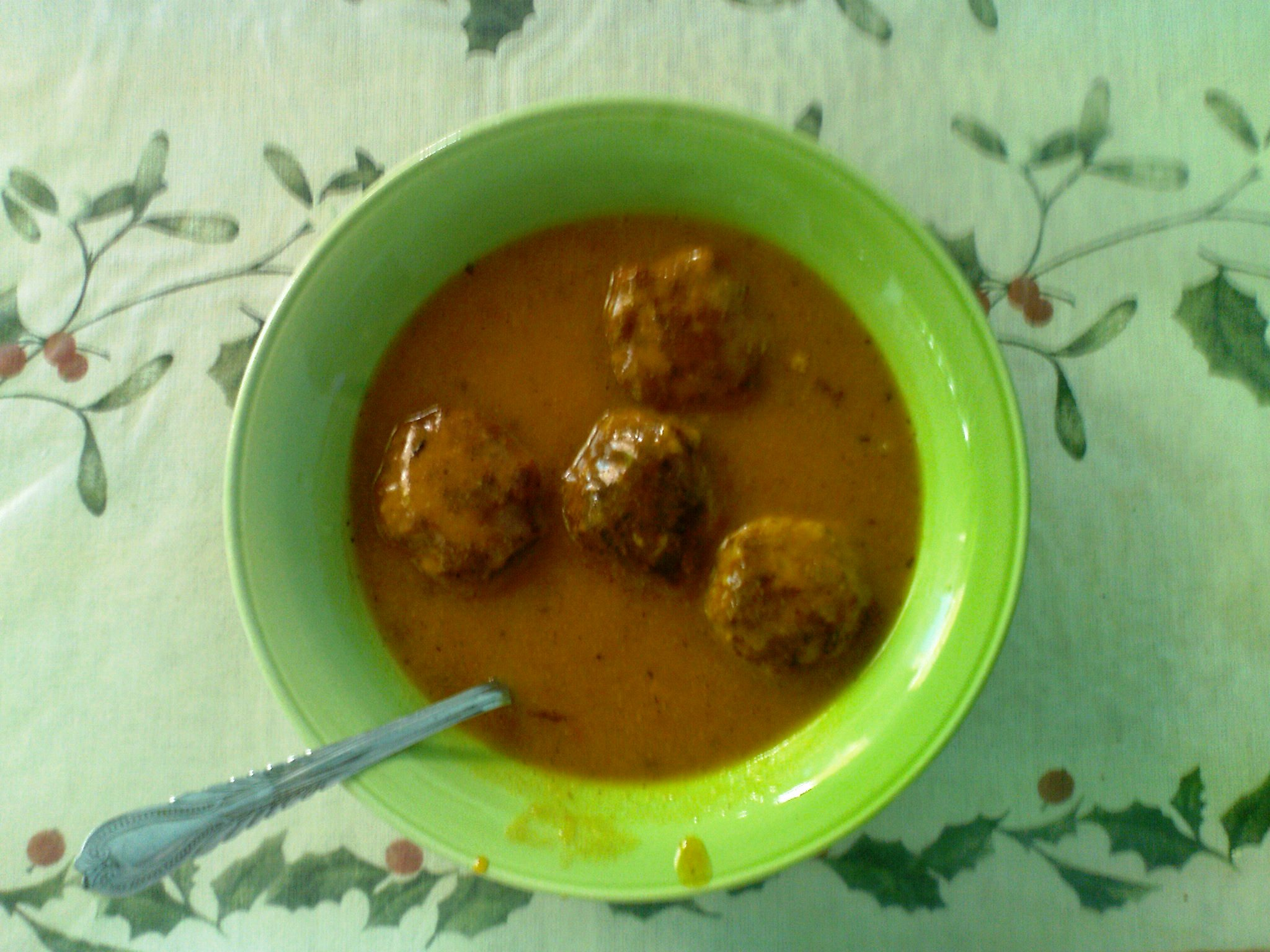
Tortaditas con recado.
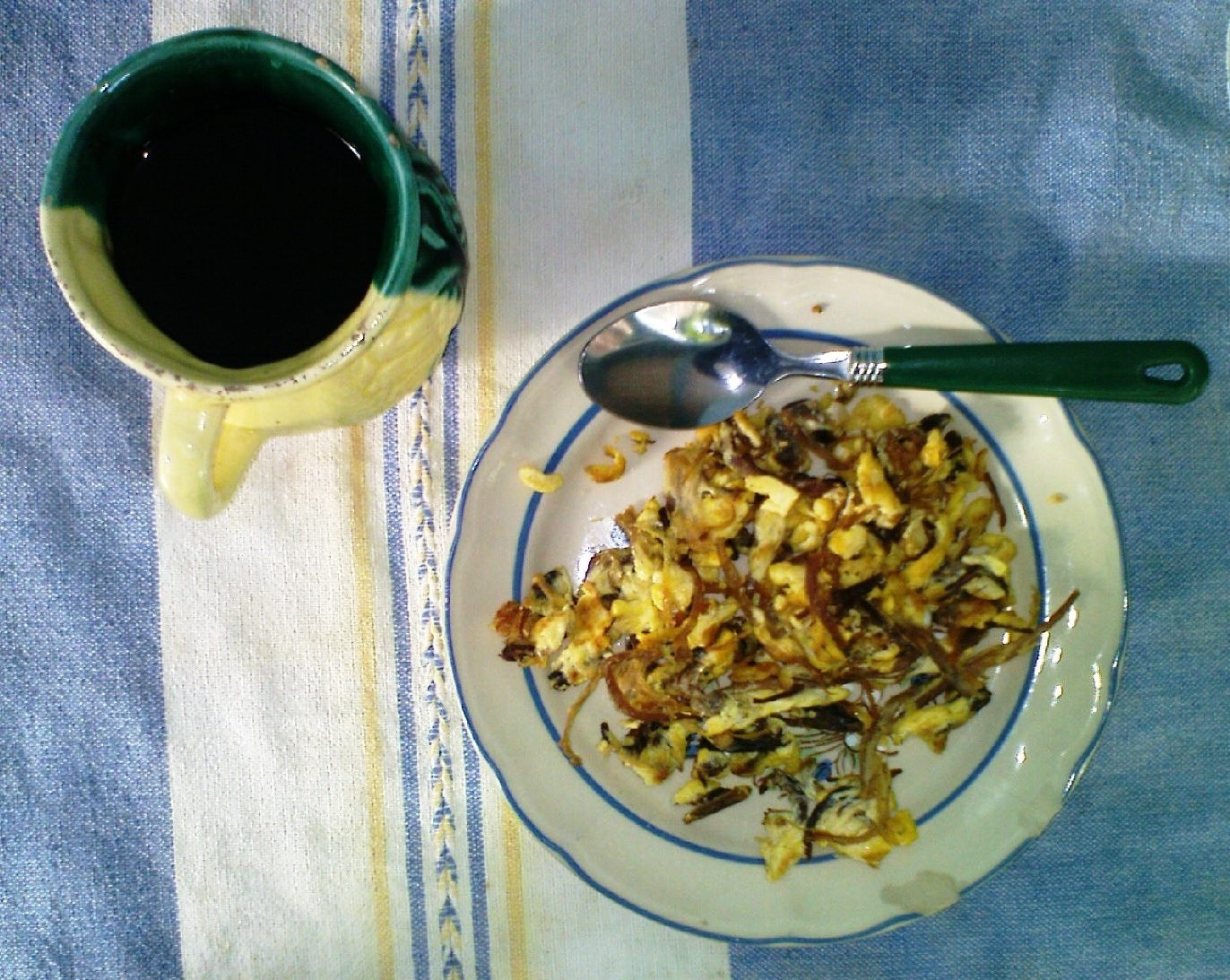
Machaca con huevo.
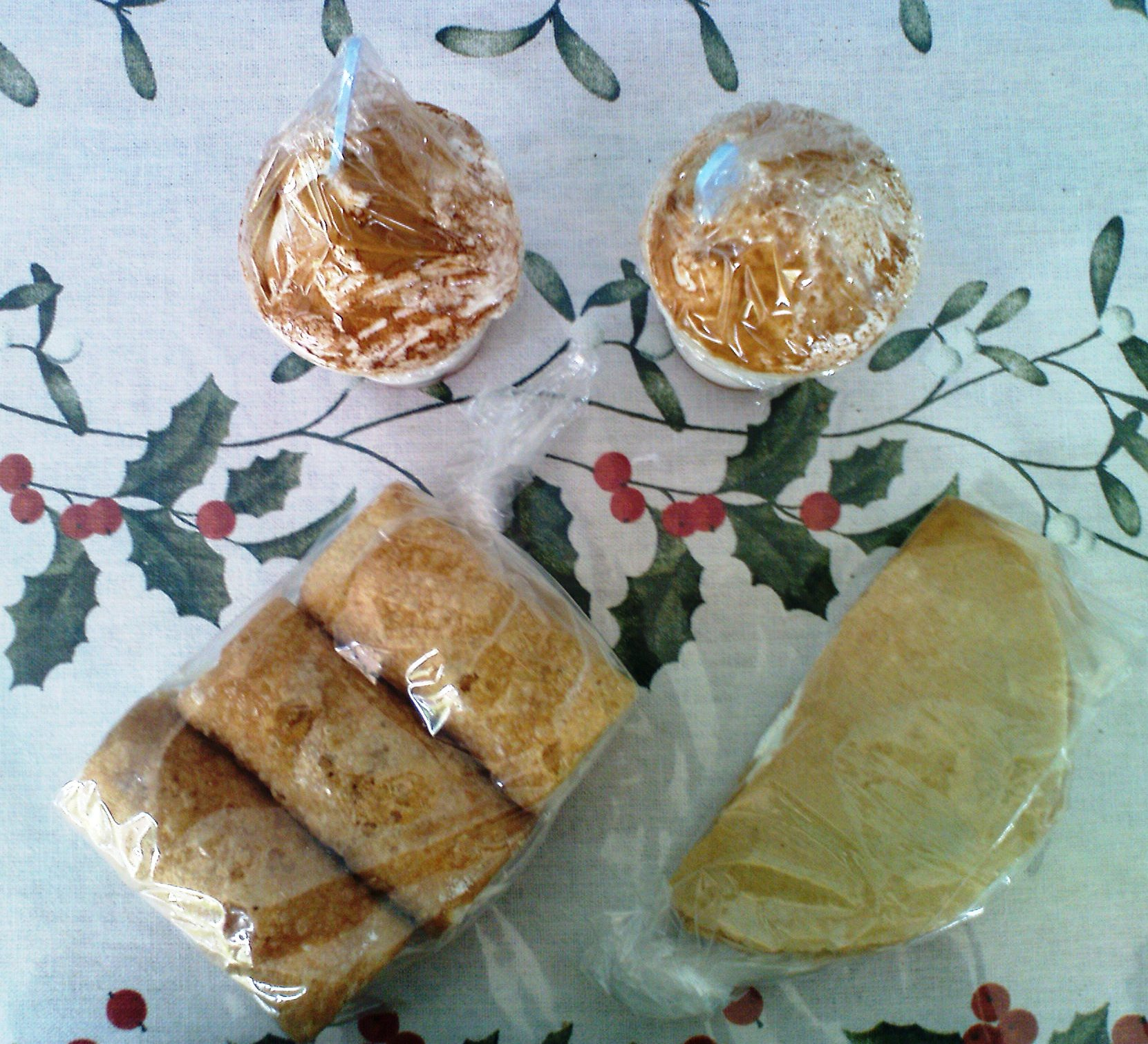
Dulces tradicionales d Chiapa de Corzo.
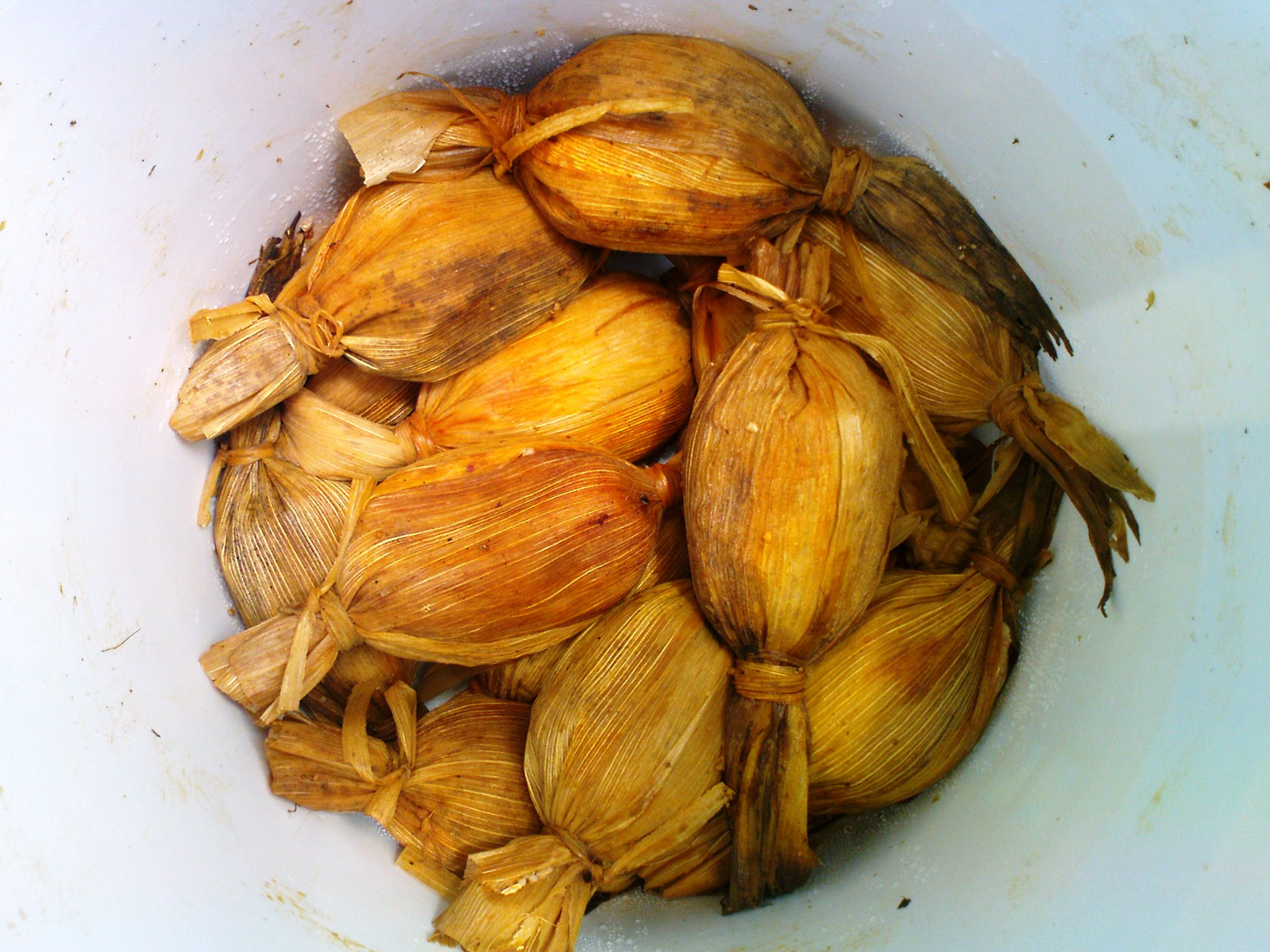
Tamal Bola de Chiapa de Corzo.
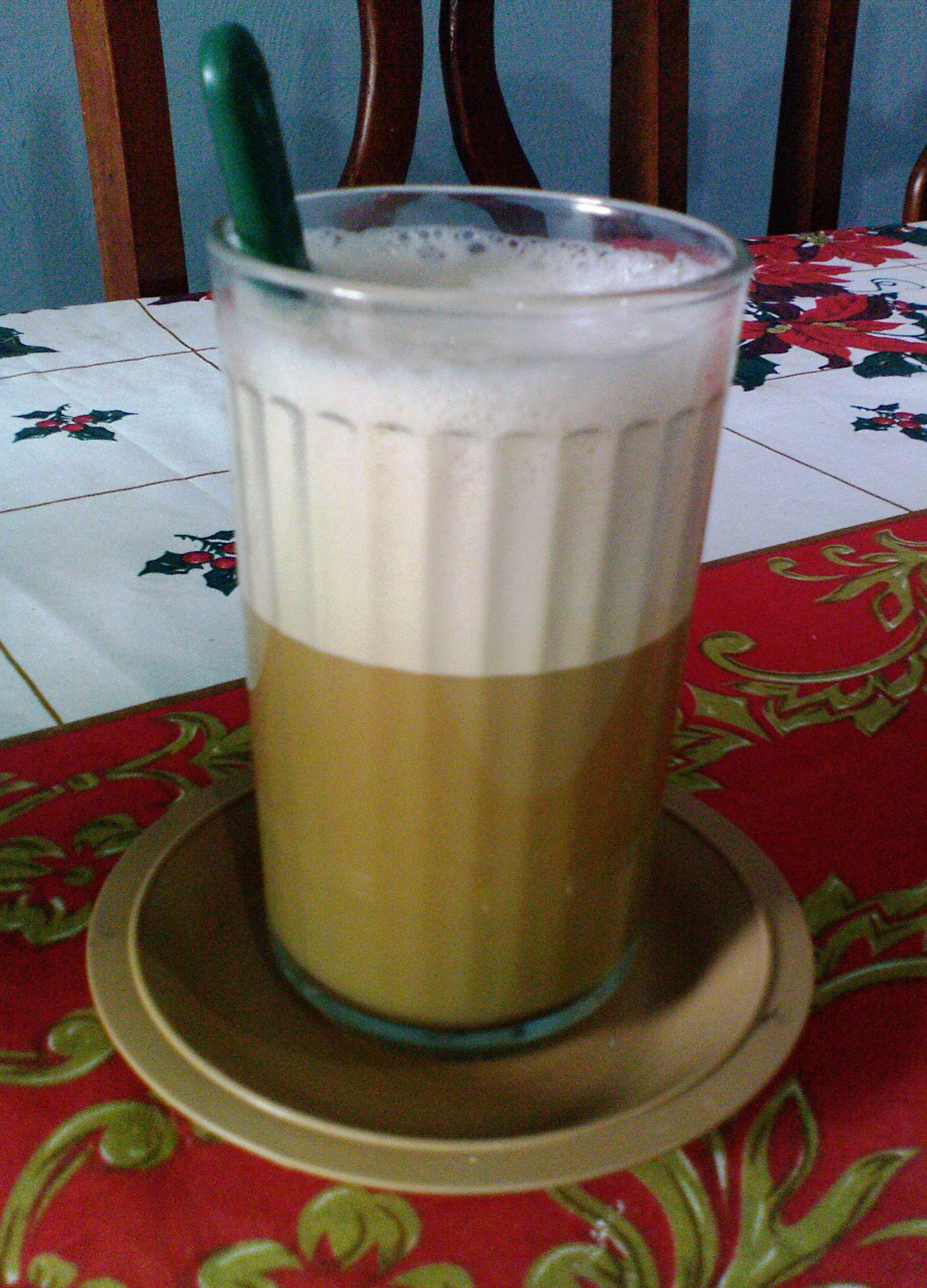
Punchi.
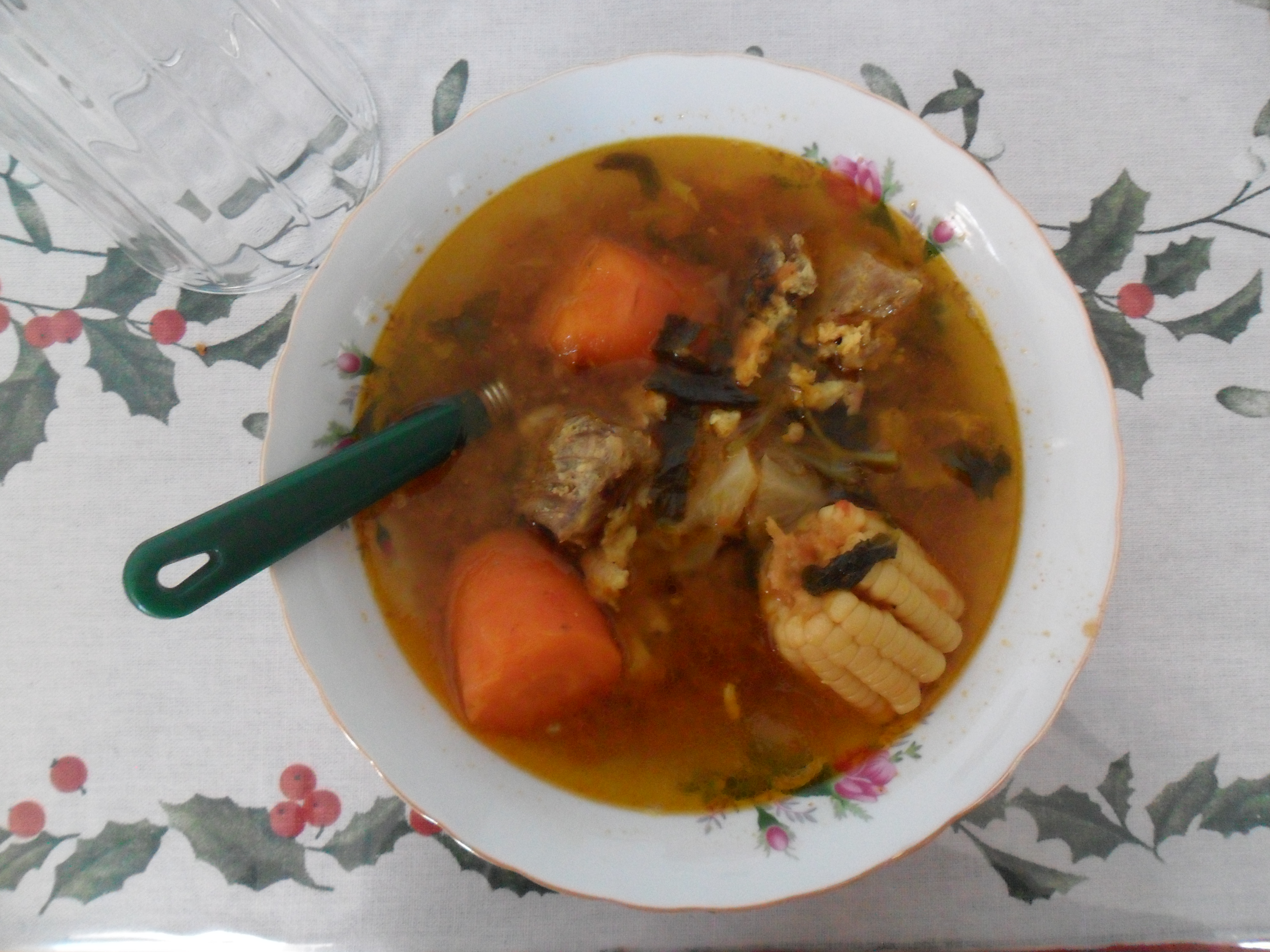
Salpicon de Chiapa de Corzo.
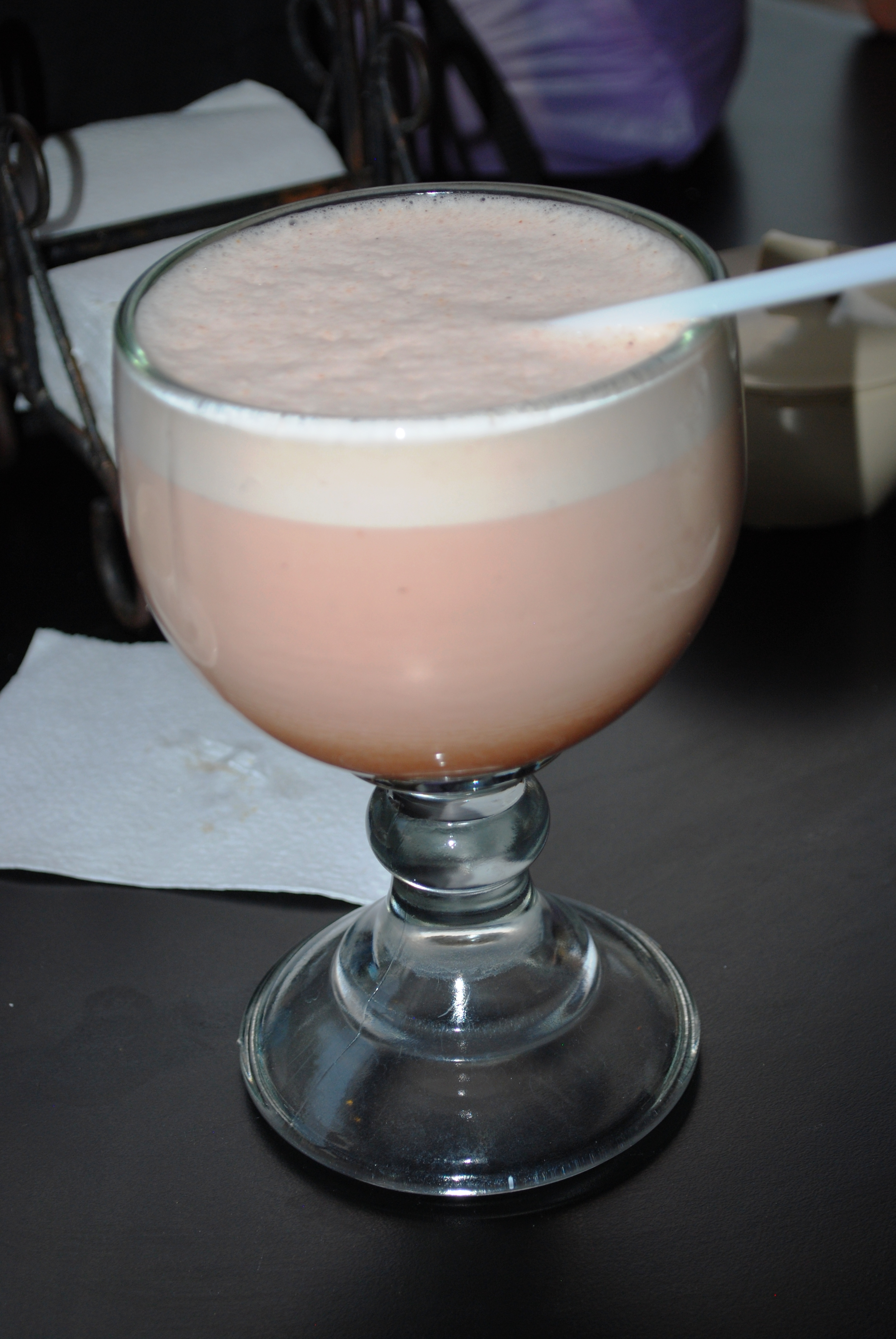
Tascalate con leche.
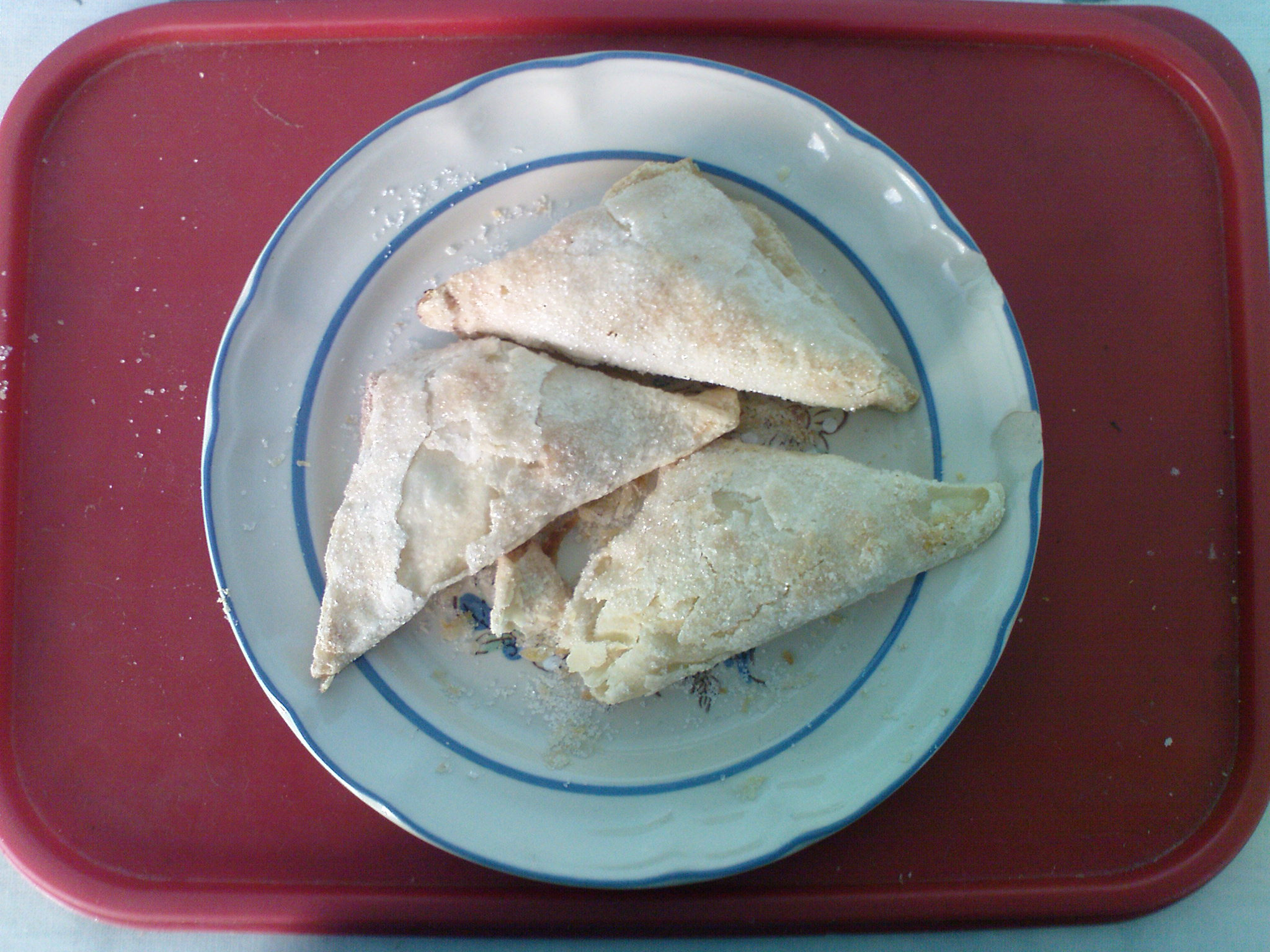
Empanaditas de leche.
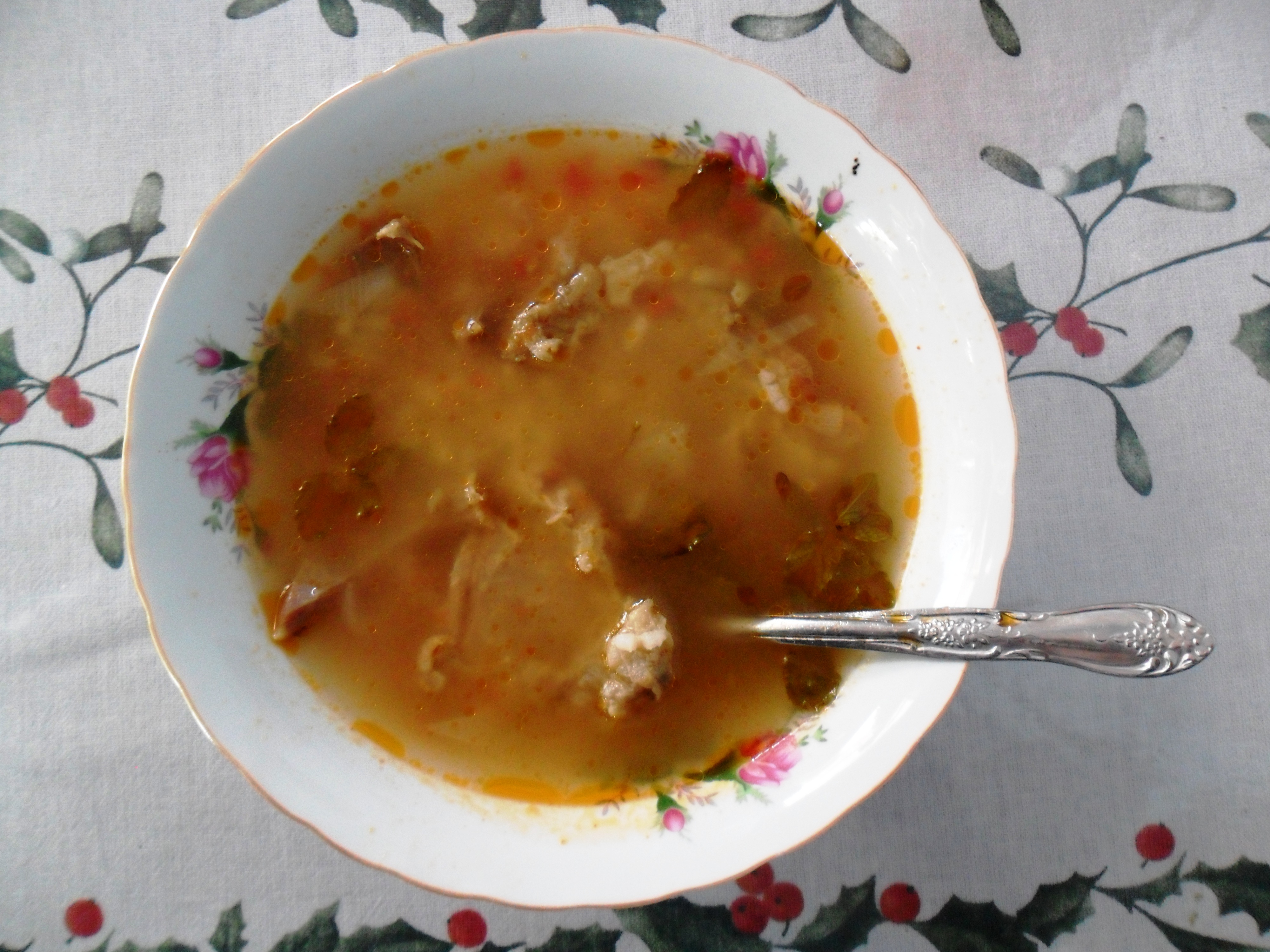
Pellejo con arroz.
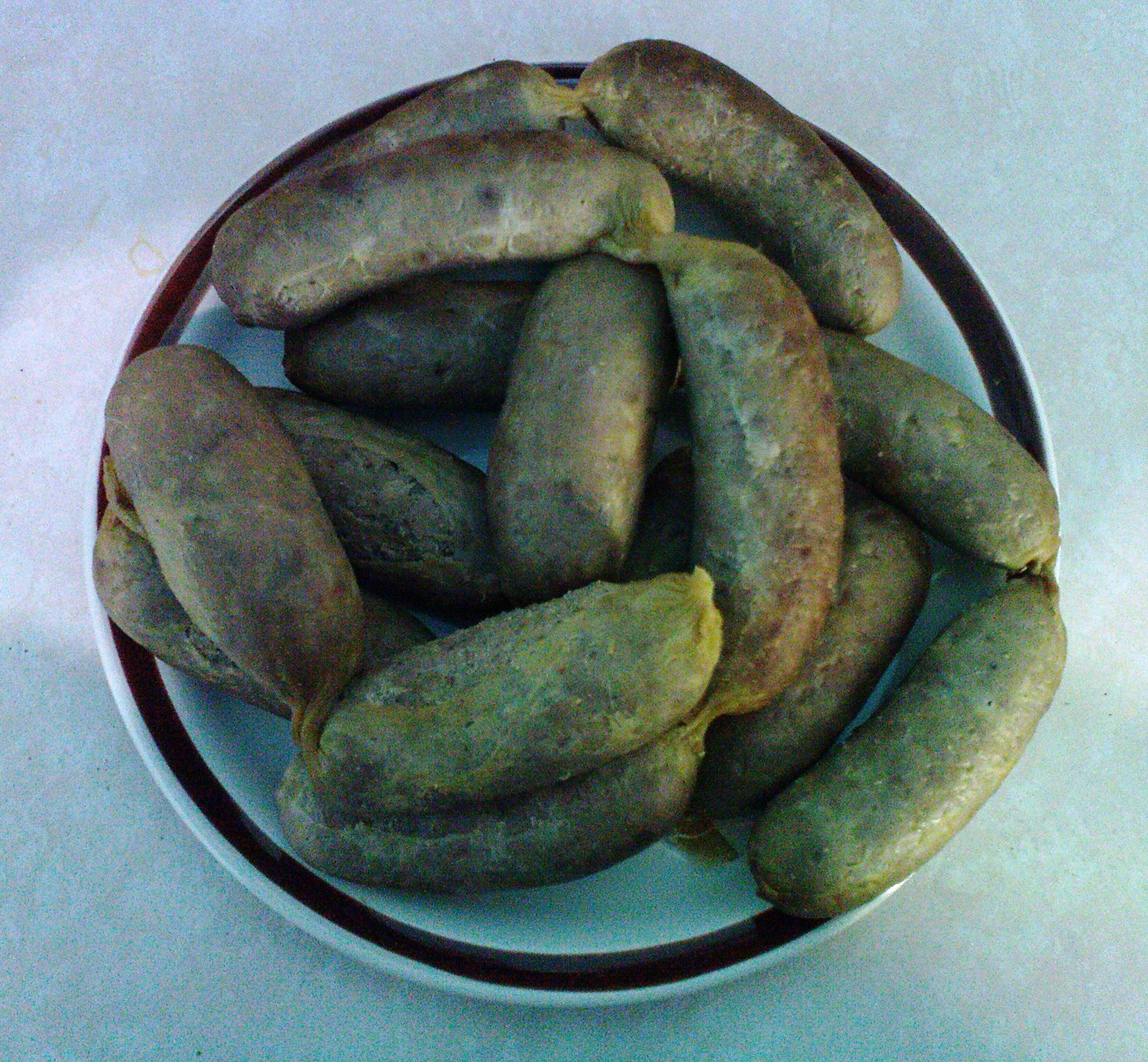
Butifarras de Chiapa de Corzo.
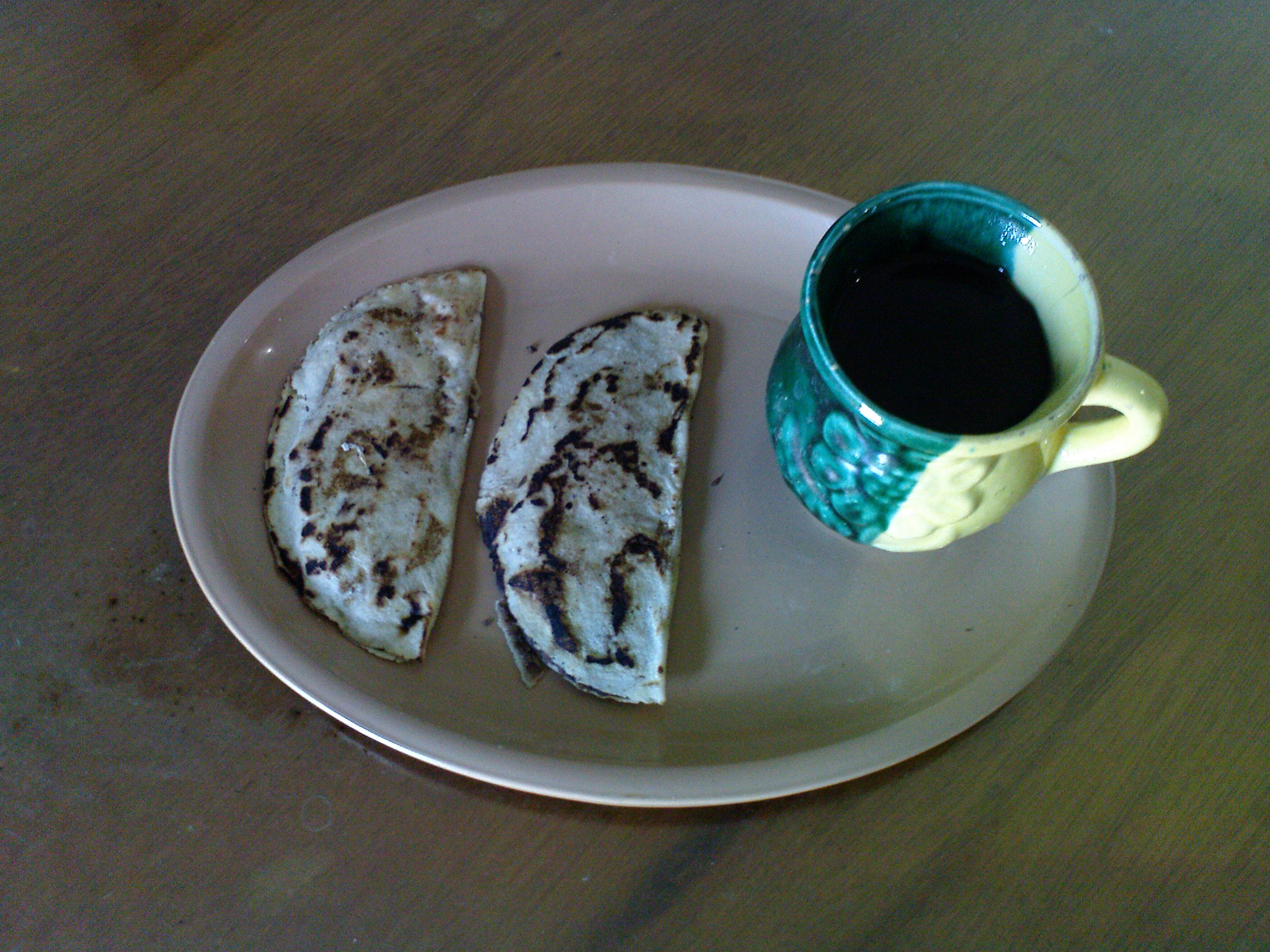
Memelitas de frijol.
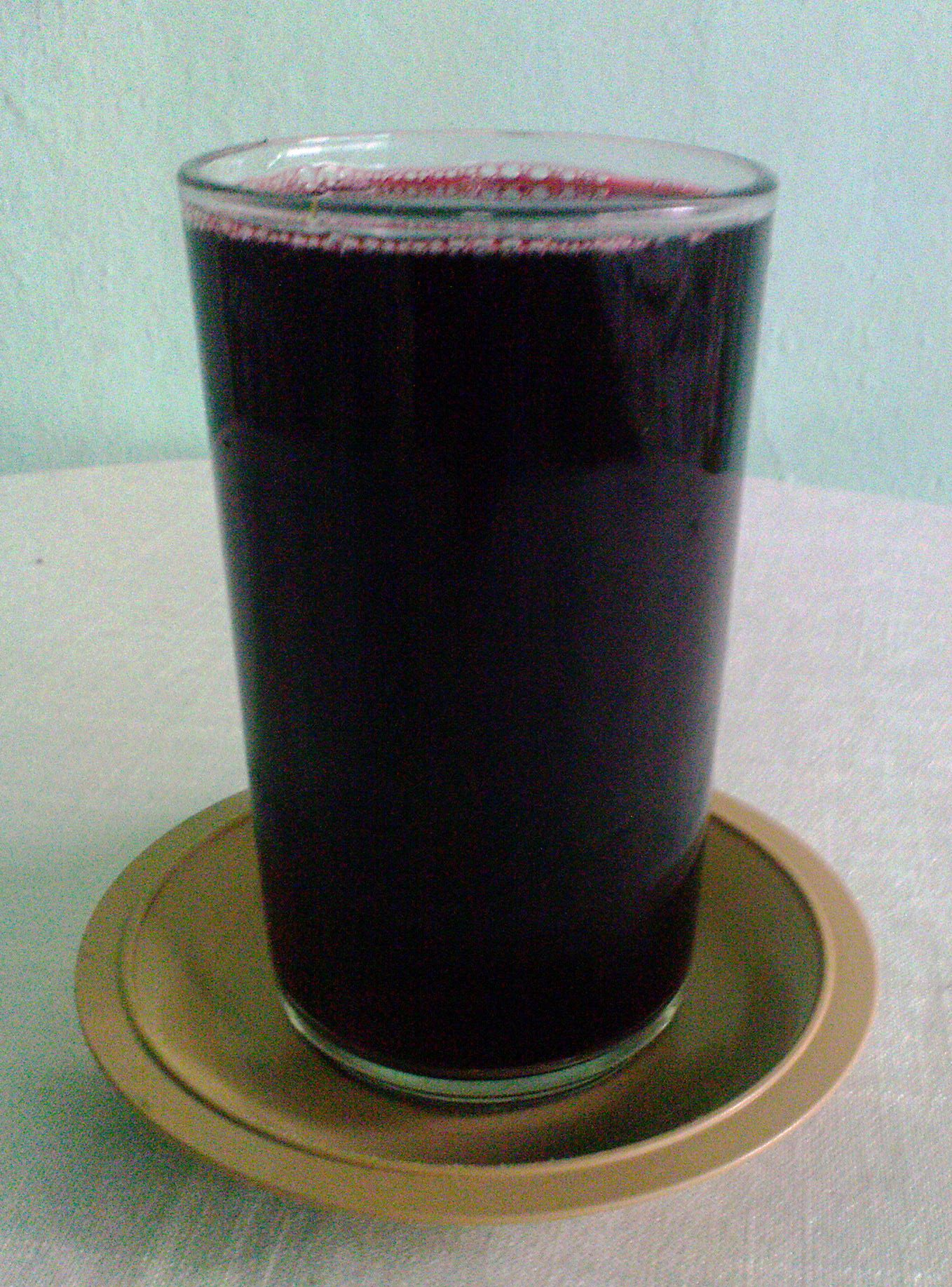
Refresco de Temperante.
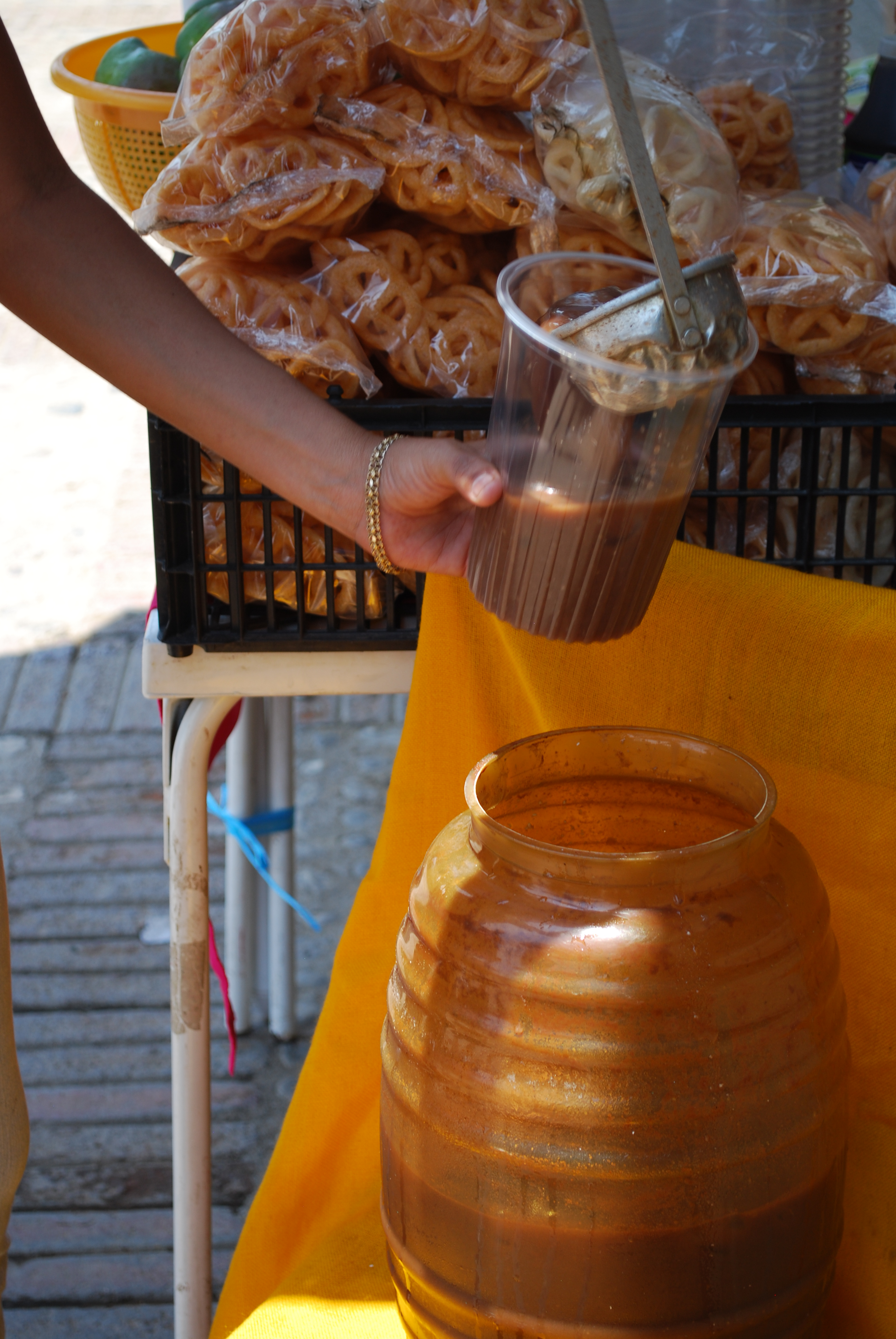
Pozol.
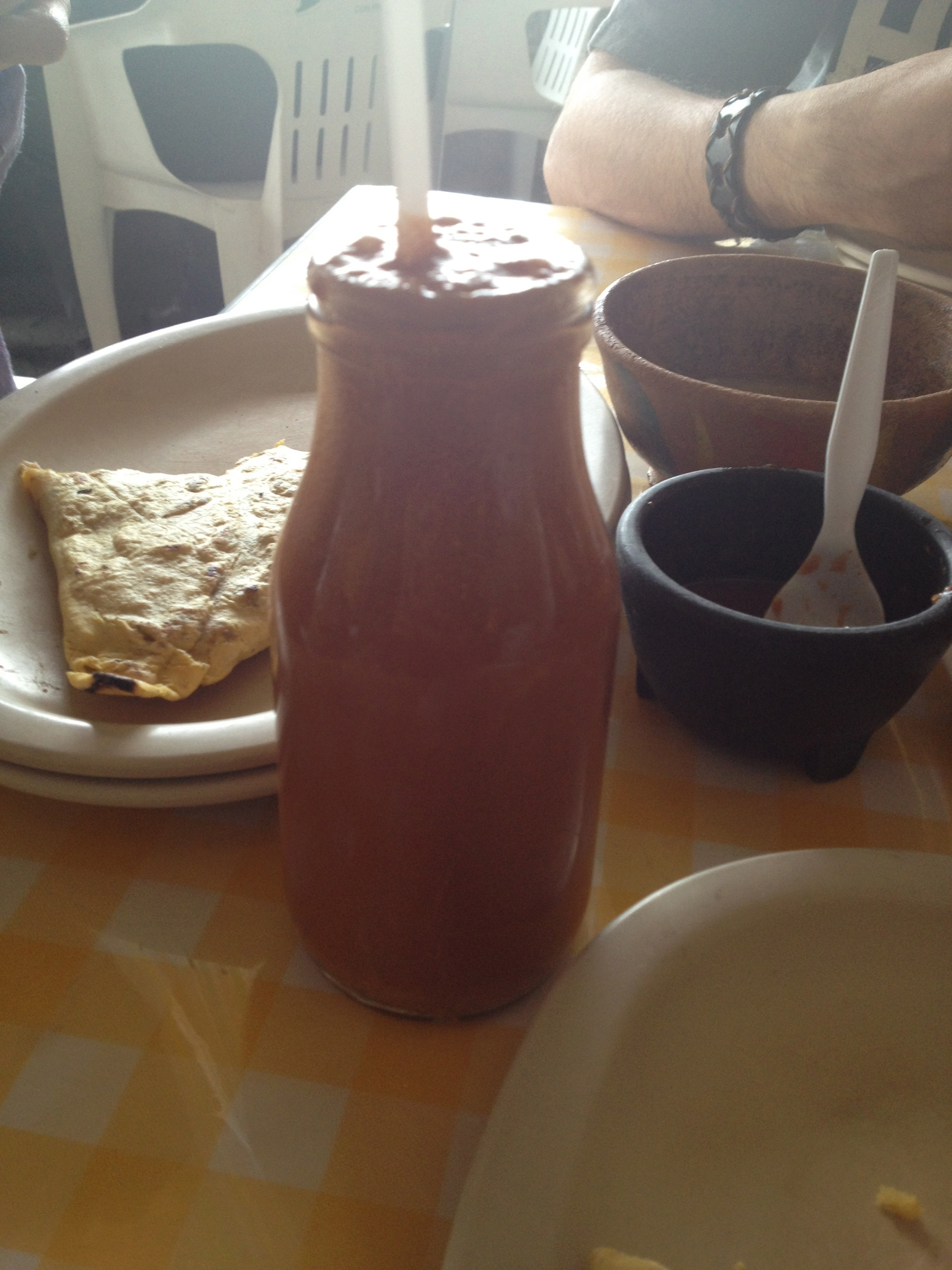
Tascalate.

Recetas.
- Chanfaina
- Chipilín con bolitas
- Cochito
- Pepita con Tasajo
- Pozol
- Puerco con arroz
- Tascalate